# Robert Bosch
Robert Bosch, född 23 september 1861, död 12 mars 1942, var en tysk ingenjör. Han grundade företaget Robert Bosch GmbH som är känt bland annat för sina tändstift till bensinmotorer. Bosch blev även känd för sitt sociala och politiska engagemang.

## Biografi
Robert Bosch föddes i Albeck, nu en stadsdel i Langenau, en ort nordost om Ulm som ett av tolv syskon. Familjen tillhörde det högre skiktet på landsbygden och var värdshusvärd för gästgiveriet Krone. Fadern satte stort värde på utbildning för sina barn. Robert Bosch gick på realskolan i Ulm 1869-1876 varpå han utbildade sig inom mekanik. 1881-1882 genomförde Bosch militärtjänst frivilligt och blev underofficer men valde senare att inte satsa på officersbanan.  I Tyskland arbetade han bland annat i Nürnberg hos Sigmund Schuckert och hos brodern Karl som hade en verkstad i Köln. Sedermera skrev han in sig som åhörare vid Tekniska högskolan i Stuttgart. Han arbetade de påföljande åren i olika företag i Tyskland, USA och Storbritannien, så kallat Wanderschaft. USA verkade han på två olika Edison-fabriker och som ett mellanstopp på hemresan stannade han i Storbritannien och arbetade 1885 hos Siemens Brothers. Han återkom julen 1885 till Tyskland och gjorde i början av 1886 sin sista lärotid på ett företag i Magdeburg.

### Grundandet av Robert Bosch
Han grundade i november 1886 en liten fabrik, Werkstätte für Feinmechanik & Elektrotechnik, med två arbetare, där tändapparater för gasmotorer tillverkades på Rotebühlstrasse i Stuttgart, vilket var dagens Robert Bosch GmbH. Företagets grundande finansierades av arvet han fått efter sin far som gått bort sex år tidigare. Till en början åtog sig företaget alla möjliga sorters reparationer.  Trots detta hade företaget ekonomiska svårigheter med för få uppdrag och Bosch tvingades 1892 avskeda personal. 1887 fick han sin första stora framgång då han förbättrade en magnetspole som utvecklats av Siegfried Marcus vid Deutz. 1890 införskaffade Bosch en cykel, vid tiden något uppseendeväckande, och kom på så sätt snabbare fram till kunderna i staden. Bosch eftersträvade förbättringar och investerade de vinster som skapades i bättre maskiner.
På 1890-talet utvecklade han det första driftsdugliga tändsystemet med magnetapparat för förbränningsmotorer. Denna uppfinning var av avgörande betydelse för bilmotorns fortsatta utveckling. Boschs framgång ledde till utlandsetableringar i Europa och 1906 följde etablering i USA och från 1910 från en fabrik. 1913 fanns Bosch över hela världen: Amerika, Asien, Afrika och Australien. Bolaget hade 88 % av sin omsättning utanför Tyskland. 
Efter första världskriget följde ytterligare innovationer som befäste företagets position som leverantör till fordonsindustrin, däribland insprutning för dieselmotorer. Företagets diversifierades under 1920-talet från att vara en leverantör till fordonsindustrin till en globalt verkande elektroteknisk koncern: elektriska apparater för kommunikationsmedel, insprutningsutrustning för motorer, elektroniska hushållsvaror, cykelbelysning m.m.
I slutet av 1920-talet hade hans företag i Stuttgart vuxit så att det då sysselsatte 15 000 arbetare, och 50 år senare hade det nästa tiodubblats ifråga om antalet anställda.

### Boschs sociala engagemang
På det sociala området var han en föregångsman i Tyskland genom att införa åtta timmars arbetsdag i sin fabrik. Han engagerade sig efter första världskriget för en försoning med Frankrike. 1940 invigdes Robert Bosch-sjukhuset i Stuttgart som Bosch finansierat.

### Familj
Robert Bosch var gift två gånger. Han gifte sig med Anna Kayser 1887, med vilken han fick barnen Paula och Robert. Sonen Robert Bosch, tilltänkt arvtagare som chef för företaget, dog efter lång tids sjukdom i multipel skleros 1921. Makarna Bosch gled efter hans bortgång isär och skilde sig slutligen 1926. 1927 gifte sig Bosch med Margarete Wörz (1888–1979) som han fick barnen Robert och Eva med. Bosch lämnade nu det operativa arbetet i koncernen. Typiskt för familjelivet var naturen, där Bosch tog med familjen till Schwäbisches Alb och skapandet av Boschhof, en stor lantegendom Hans son Robert Bosch junior (1928-2004) satt med i företagets ledning under 1950-talet och var med i bildandet av stiftelsen.